# Mostela del Japó
La mostela del Japó (Mustela itatsi) és un mamífer carnívor de la família dels mustèlids. Prové del Japó, on viu a les illes de Honshū, Kyūshū i Shikoku. Ha estat introduïda a Hokkaidō i les illes Ryukyu per controlar els rosegadors, a més de l'illa russa de Sakhalín.